# Districte de Thun
El districte de Thun (en francès District de Thoune) és un dels 26 districtes del Cantó de Berna (Suïssa), té 92363 habitants (cens de 2007) i una superfície de 267 km². El cap del districte és Thun està format per 26 municipis. Es tracta d'un districte amb l'alemany com a llengua oficial.

## Municipis
| Municipi               | Habitants (31. Dez. 2007) | Superfície en km² |
| ---------------------- | ------------------------- | ----------------- |
| Amsoldingen            | 804                       | 4.7               |
| Blumenstein            | 1161                      | 15.5              |
| Buchholterberg         | 1486                      | 15.3              |
| Eriz                   | 516                       | 21.8              |
| Fahrni                 | 741                       | 6.7               |
| Forst-Längenbühl       | 695                       | 4.5               |
| Heiligenschwendi       | 629                       | 5.6               |
| Heimberg               | 5981                      | 5.4               |
| Hilterfingen           | 3955                      | 2.8               |
| Höfen bei Thun         | 384                       | 4.6               |
| Homberg                | 500                       | 6.5               |
| Horrenbach-Buchen      | 272                       | 20.4              |
| Oberhofen am Thunersee | 2338                      | 2.8               |
| Oberlangenegg          | 503                       | 9.1               |
| Pohlern                | 270                       | 9.9               |
| Schwendibach           | 251                       | 1.5               |
| Sigriswil              | 4494                      | 55.4              |
| Steffisburg            | 15380                     | 13.5              |
| Teuffenthal            | 176                       | 4.6               |
| Thierachern            | 2177                      | 7.5               |
| Thun                   | 41642                     | 21.6              |
| Uebeschi               | 693                       | 4.4               |
| Uetendorf              | 5906                      | 10.2              |
| Unterlangenegg         | 904                       | 6.8               |
| Wachseldorn            | 239                       | 3.5               |
| Zwieselberg            | 266                       | 2.4               |
| Total (26)             | 92363                     | 267.0             |

## Antics mapes municipals 2000

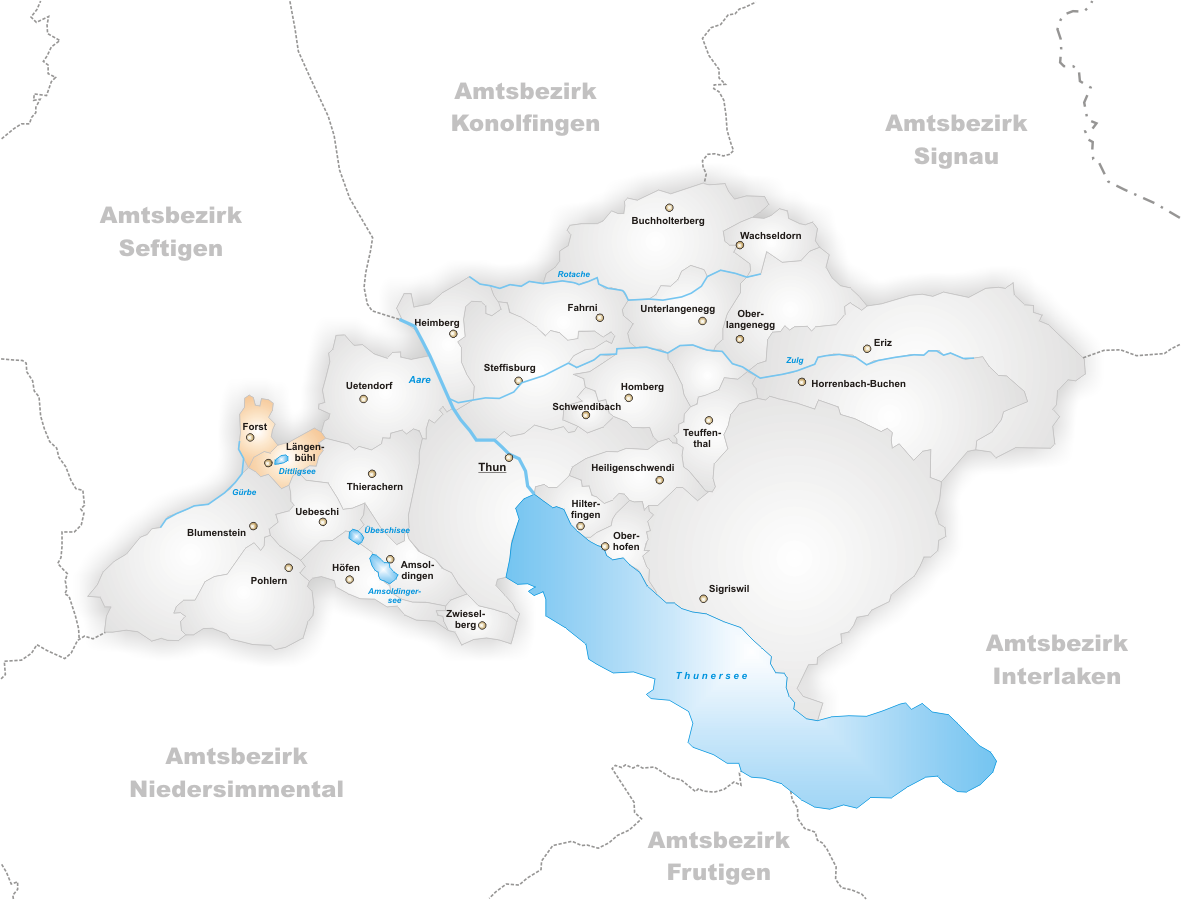
Gemeinden el 2006

### Fusions
- 2007: Forst i Längenbühl → Forst-Längenbühl